# Yarmouth (Massachusetts)
Yarmouth es un pueblo ubicado en el condado de Barnstable en el estado estadounidense de Massachusetts. En el Censo de 2010 tenía una población de 23.793 habitantes y una densidad poblacional de 325,66 personas por km².

## Geografía
Yarmouth se encuentra ubicado en las coordenadas 41°40′30″N 70°13′34″O / 41.67500, -70.22611. Según la Oficina del Censo de los Estados Unidos, Yarmouth tiene una superficie total de 73.06 km², de la cual 62.54 km² corresponden a tierra firme y (14.4%) 10.52 km² es agua.

## Demografía
Según el censo de 2010, había 23.793 personas residiendo en Yarmouth. La densidad de población era de 325,66 hab./km². De los 23.793 habitantes, Yarmouth estaba compuesto por el 92.59% blancos, el 2.04% eran afroamericanos, el 0.3% eran amerindios, el 1.1% eran asiáticos, el 0.01% eran isleños del Pacífico, el 1.84% eran de otras razas y el 2.11% pertenecían a dos o más razas. Del total de la población el 2.61% eran hispanos o latinos de cualquier raza.